# Hyperlophus vittatus
Hyperlophus vittatus är en fiskart som först beskrevs av Castelnau, 1875.  Hyperlophus vittatus ingår i släktet Hyperlophus och familjen sillfiskar. Inga underarter finns listade i Catalogue of Life.